# 權力代理人 (獵鷹與酷寒戰士)
〈權力代理人〉（英語：Power Broker）是美國超級英雄類型的迷你網路影集《獵鷹與酷寒戰士》的第三集，本集由德瑞克·柯斯達編劇，卡莉·斯考格蘭德執導，於2021年4月2日在Disney+首播。本集为漫威電影宇宙的系列作品之一，與漫威電影宇宙系列電影處於同一架空世界和共同世界。安東尼·麥奇和賽巴斯汀·史坦繼續分別飾演在漫威電影宇宙系列電影中的角色「獵鷹」山姆·威爾森和「酷寒戰士」巴奇·巴恩斯，主演還包括艾蜜莉·芬凱普、懷特·羅素、艾琳·凱莉曼、佛羅倫絲·卡森巴和丹尼爾·布爾。

## 劇情
巴奇·巴恩斯策劃了一場監獄暴動來幫助赫穆·齊莫逃離德國柏林監獄。齊莫同意協助巴奇和山姆·威爾森調查超級士兵血清的來源以對付旗幟破壞者。三人前往馬來群島的島國馬德里坡，這裡現在是罪犯避難所。為隱藏身份，齊莫要求巴奇假扮成被控制的「酷寒戰士」，山姆則假扮成經常一名出入馬德里坡的黑幫成員。他們遇見犯罪集團的首腦蕭芘，她透露招募一名前九頭蛇科學家威弗·尼高，令他在此處重新研製超級士兵血清。此時，莎拉打來的電話暴露了山姆的真實身份，雙方激烈交火，蕭芘被擊斃。一直隱居在此處的雪倫·卡特幫助三人逃脫眾多匪徒的追殺。
雪倫打聽到尼高的實驗室地址。他們從尼高的口中得知，卡莉·摩根索從實驗室偷走二十支超級士兵血清。一大批賞金獵人前來圍捕山姆眾人，實驗室被摧毀，齊莫在混亂之中擊殺尼高，巴奇和山姆乘坐齊莫偷竊的汽車逃離馬德里坡。臨走之前，山姆答應幫助雪倫拿到美國政府的特赦令。約翰·沃克和萊瑪·霍斯金來到柏林監獄，兩人認為是巴奇和山姆幫助齊莫越獄。旗幟破壞者突襲了全球遣返委員會在立陶宛的一處存儲供應物資的倉庫。齊莫、巴奇和山姆前往拉脫維亞追查卡莉的下落。巴奇發現街邊出現瓦干達的跟蹤設備，於是獨自循跡與瓦干達的皇家侍衛團朵拉親衛隊的成員艾歐會面，艾歐稱她的目標是齊莫。

## 製作

### 開發
2018年10月，漫威影業正式宣佈開發以「獵鷹」山姆·威爾森和「酷寒戰士」巴奇·巴恩斯為主要角色的迷你網路影集，安東尼·麥奇和賽巴斯汀·史坦分別回歸出演「獵鷹」山姆·威爾森和「酷寒戰士」巴奇·巴恩斯。麥爾坎·斯貝爾曼被聘為首席編劇。2019年4月，漫威公佈影集的正式片名為《獵鷹與酷寒戰士》（The Falcon and the Winter Soldier）。5月，卡莉·斯考格蘭德確認執導全部6集。執行製作人包括凱文·費吉、路易斯·德·埃斯波西托（Louis D'Esposito）、維多莉亞·阿隆索、內特·摩爾（Nate Moore）、卡莉·斯考格蘭德和麥爾坎·斯貝爾曼:15。本集由德瑞克·柯斯達編劇。

### 選角
本集的主要角色包括賽巴斯汀·史坦飾演的「酷寒戰士」巴奇·巴恩斯、安東尼·麥奇飾演的「獵鷹」山姆·威爾森、艾蜜莉·芬凱普飾演的雪倫·卡特、懷特·羅素飾演的約翰·沃克、艾琳·凱莉曼飾演的卡莉·摩根索、佛羅倫絲·卡森巴飾演的艾歐和丹尼爾·布爾飾演的赫穆·齊莫男爵:47:36–48:10。
克萊·本尼特飾演「戰星」萊瑪·霍斯金。戴斯蒙·詹、丹妮·迪特（Dani Deetté）和英迪亞·布西（Indya Bussey）分別飾演旗幟破壞者成員多維奇（Dovich）、琪琪（Gigi）和迪迪（DeeDee）。瑞尼·里維拉（Renes Rivera）飾演倫諾斯（Lennox）。泰勒·迪恩·弗洛雷斯（Tyler Dean Flores）飾演迪亞哥（Diego）。諾亞·米爾斯飾演尼可（Nico）。維若妮卡·法肯飾演東妮亞·馬達尼（Donya Madani）。尼爾·科丁斯基（Neal Kodinsky）飾演魯迪（Rudy）。尼古拉斯·普賴爾飾演厄兹尼（Oeznik）。伊梅爾達·柯克倫（Imelda Corcoran）飾演蕭芘（Selby）。奧利·哈斯基維（Olli Haaskivi）飾演威弗·尼高（Wilfred Nagel）:48:50。

### 拍攝
主體拍攝於2019年10月31日在喬治亞州亞特蘭大的松林製片廠開機。卡莉·斯考格蘭德擔當導演，P·J·迪倫（P.J. Dillon）擔當攝影指導:15。製作組還在亞特蘭大都會區和捷克布拉格完成外景拍攝。

### 特效
後期特效製作公司包括、和:50:09–50:20。

## 發行
〈權力代理人〉於2021年4月2日在Disney+首播。

## 迴響
〈權力代理人〉得到整體好評。根据評論匯總网站爛番茄汇总的36篇评论文章，86%的评论家给予该作正面评价，使之獲得「認證新鮮」標識，平均打分为6.9分（满分10分）。

## 備註
1. ↑  雪倫·卡特因為在英雄內戰中幫助史提芬·羅傑斯而被美國政府通緝並被迫隱居在馬來群島的島國馬德里坡（英语：Madripoor）。參見2016年電影《美國隊長3：英雄內戰》。

## 資料來源
1. ↑  Kroll, Justin; Otterson, Joe. . Variety. 2018-10-30  [2018-10-31]. （原始内容存档于2018-10-31） （美国英语）.
2. ↑  Boucher, Geoff; Hipes, Patrick. . Deadline Hollywood. 2018-10-30  [2018-10-31]. （原始内容存档于2018-10-31） （美国英语）.
3. ↑  Dinh, Christine. . Marvel.com. 2019-04-12  [2019-04-12]. （原始内容存档于2019-04-12） （美国英语）.
4. 1 2  Fleming Jr, Mike. . Deadline Hollywood. 2019-05-20  [2019-05-20]. （原始内容存档于2019-05-20） （美国英语）.
5. 1 2   (PDF). Disney Media and Entertainment Distribution.   [2021-03-15]. （原始内容存档 (PDF)于2021-03-15） （美国英语）.
6. ↑  Sneider, Jeff. . Collider. 2021-03-19  [2021-03-20]. （原始内容存档于2021-03-19） （美国英语）.
7. 1 2 3  Kolstad, Derek. . . 第1季. 第3集. 2021-03-26  [2021-04-08]. Disney+. （原始内容存档于2021-04-17） （美国英语）.片尾演職員表於46:12開始。
8. ↑  Anderson, Jenna. . ComicBook.com. 2019-10-31  [2019-11-01]. （原始内容存档于2019-11-01） （美国英语）.
9. ↑  Perine, Aaron. . ComicBook.com. 2019-10-20  [2019-10-21]. （原始内容存档于2019-10-20） （美国英语）.
10. ↑  Raftery, Brian. . Men's Health. 2019-06-26  [2019-10-21]. （原始内容存档于2019-06-26） （美国英语）.
11. ↑  2019年11月至2020年2月，製作組在亞特蘭大進行拍攝作業的資料來源：
  - Walljasper, Matt. . Atlanta. 2019-11-27  [2020-04-03]. （原始内容存档于2019-12-11） （美国英语）.
  - Walljasper, Matt. . Atlanta. 2019-12-30  [2020-04-03]. （原始内容存档于2020-03-02） （美国英语）.
  - Walljasper, Matt. . Atlanta. 2020-01-31  [2020-04-03]. （原始内容存档于2020-03-02） （美国英语）.
  - Walljasper, Matt. . Atlanta. 2020-02-29  [2020-03-02]. （原始内容存档于2020-03-02） （美国英语）.
12. ↑  Perine, Aaron. . ComicBook.com. 2020-10-10  [2020-10-10]. （原始内容存档于2020-10-10） （美国英语）.
13. ↑  Frei, Vincent. . Art of VFX. 2021-03-16  [2021-03-19]. （原始内容存档于2021-03-19） （美国英语）.
14. ↑  . The Futon Critic.   [2021-04-04]. （原始内容存档于2021-04-04） （美国英语）.
15. ↑  . Rotten Tomatoes. Fandango Media.   [2024-05-29] （美国英语）.

## 外部連結
- 互联网电影数据库上權力代理人的资料（英文）